# St. Clement
St. Clement – jednostka osadnicza w Stanach Zjednoczonych, w stanie Missouri, w hrabstwie Pike.